# Курилово (Куриловский сельсовет)
Курилово — деревня в Кичменгско-Городецком районе Вологодской области.
Входит в состав Кичменгского сельского поселения (с 1 января 2006 года по 1 апреля 2013 года была центром Куриловского сельского поселения), с точки зрения административно-территориального деления — центр Куриловского сельсовета.
Расстояние до районного центра Кичменгского Городка по автодороге составляет 30 км. Ближайшие населённые пункты — Щепелино, Кондратово, Григорово.
Население по данным переписи 2002 года — 190 человек (90 мужчин, 100 женщин). Преобладающая национальность — русские (99 %).